# Sóknardalr
Sóknardalr — дебютный студийный альбом норвежской блэк-метал группы Windir, выпущенный в апреле 1997 года на лейбле Head Not Found

## Об альбоме
Название альбома Sóknardalr — название города Согндал на старонорвежском языке. Все слова песен написаны на согндальском диалекте, а их названия - на языке нюношк.

## Критика
AllMusic описал альбом как "[слияние] слоя за слоем клавишных и гитар на почти беспрецедентном уровне (Bathory среднего периода были очевидным вдохновением для группы), кульминирующих в масштабных мини-симфониях" с "синтезированными мелодиями, [которые] стали бы отличительными пробами группы Windir".

## Список композиций
| №                   | Название                             | Длительность |
| ------------------- | ------------------------------------ | ------------ |
| 1.                  | «Sognariket sine krigarar»           | 5:35         |
| 2.                  | «Det som var Haukareid»              | 5:40         |
| 3.                  | «Mørket sin fyrste (рус. Лорд тьмы)» | 7:26         |
| 4.                  | «Sognariket si herskarinne»          | 4:17         |
| 5.                  | «I ei krystallnatt»                  | 5:15         |
| 6.                  | «Røvhaugane»                         | 5:32         |
| 7.                  | «Likbør»                             | 8:08         |
| 8.                  | «Sóknardalr»                         | 5:42         |
| Общая длительность: | Общая длительность:                  | 47:35        |

## Участники записи
- Вальфар — вокал, дополнительные инструменты
- Стейнгрим — ударные
- Стейнарсон — чистый вокал
- Krohg — миксирование, логотип
- J. E. Bjork — графические работы